# Joyner Lucas
Gary Lucas (sinh ngày 17 tháng 8 năm 1988), được biết tới qua nghệ danh Joyner Lucas, là một rapper người Mỹ tới từ Worcester, Massachusetts và hiện tại đang ký hợp đồng với hãng thu Atlantic Records. Anh đã thu hút được sự chú ý lớn cùng những đánh giá chuyên môn tích cực sau khi phát hành đĩa đơn "Ross Capicchioni" vào năm 2015. Năm 2017, anh cho phát hành mixtape thứ tư của mình (và cũng là mixtape đầu tiên cho một hãng thu lớn) có tựa đề 508-507-2209.

## Thời ấu thơ
Gary Lucas sinh ngày 17 tháng 8 năm 1988 ở Worcester, Massachusetts. Lucas đã bắt đầu tập rap từ khi mới mười tuổi sau khi nghe cấc bài hát từ các nghệ sĩ như Eminem, The Notorious B.I.G., Nas và Method Man.
Anh học Trường Trung học Cộng đồng Phía Nam (South High Community School) ở Worcester.

## Sự nghiệp
Lucas bắt đầu thu âm bài hát lần đầu với tên G-Storm. Năm 2007, anh đổi nghệ danh sang thành Future Joyner và bắt đầu làm việc cùng người chú của mình, Cyrus tha Great, và thành lập một nhóm nhạc có tên là "Film Skool Rejekts". Họ đã cùng nhau phát hành mixtape có tên là Workprint: The Greatest Mixtape of All Time cùng năm đó. Lucas tiếp tục phát hành mixtape đầu tiên của anh với biệt danh Future Joyner có tựa đề là Listen 2 Me vào năm 2011. Sau khi rapper Future trở nên nổi tiếng, Lucas bỏ phần "Future" khỏi nghệ danh của mình và tiếp tục sự nghiệp âm nhạc với biệt danh Joyner Lucas.
Lucas tiếp tục cho phát hành mixtape tiếp theo có tựa đề Along Came Joyner vào ngày 5 tháng 4 năm 2015. Trong mixtape này là bài hát đã thu hút được nhiều lời khen ngợi của giới chuyên môn, "Ross Capicchioni". Sau thành công của bài hát này, Lucas đã được xuất hiện trong lễ trao giải BET Hip-Hop 2015.
Lucas bắt đầu ký hợp đồng với Atlantic Records vào ngày 21 tháng 9 năm 2016. Lucas tiếp tục cho phát hành dự án của mình có tên là 508-507-2209 vào ngày 16 tháng 6 năm 2017 thông qua hãng đĩa Atlantic Records. Mixtape này đã đứng cao nhất vị trí thứ 7 trên bảng xếp hạng Heatseekers Albums của tạp chí Billboard, và trong mixtape này có chứa các đĩa đơn "I'm Sorry", "Ultrasound" và "Winter Blues".
Vào ngày 28 tháng 11 năm 2017, Lucas phát hành đĩa đơn "I'm Not Racist" trên tài khoản YouTube của anh và video này đã nhanh chóng được lan truyền nhanh trên internet. Đây là một bài hát gây tranh cãi, có nội dung về chủng tộc và xã hội và mối quan hệ giữa các chủng tộc từ góc nhìn của một người đàn ông da trắng và một người đàn ông da màu. Lucas và ca sĩ Chris Brown đã cùng công bố về dự án hợp tác của hai nghệ sĩ có tên là Angels & Demons vào ngày 25 tháng 2 năm 2018 với đĩa đơn "Stranger Things" được phát hành ngày sau đó.

## Đời sống cá nhân
Joyner Lucas đã có một đứa con trai mà anh thường nhắc tới trong các bài hát.

## Danh sách đĩa nhạc

### Mixtape
| Tựa đề                              | Chi tiết album                                                                            | Vị trí xếp hạng cao nhất |
| Tựa đề                              | Chi tiết album                                                                            | Hoa Kỳ Heat              |
| ----------------------------------- | ----------------------------------------------------------------------------------------- | ------------------------ |
| Listen 2 Me (với tên Future Joyner) | - Phát hành: 2011 - Nhãn đĩa: Dead Silence - Định dạng: CD, Tải kỹ thuật số               | —                        |
| Low Frequency Oscillators           | - Phát hành: 2012 - Nhãn đĩa: Dead Silence - Định dạng: CD, tải kỹ thuật số               | —                        |
| Along Came Joyner                   | - Phát hành: 5 tháng 4 năm 2015 - Nhãn đĩa: Dead Silence - Định dạng: CD, tải kỹ thuật số | —                        |
| 508-507-2209                        | - Phát hành: 16 tháng 6 năm 2017 - Nhãn đĩa: Atlantic - Định dạng: CD, tải kỹ thuật số    | 7                        |

### Mixtape hợp tác
| Tựa đề                                                               | Chi tiết album                                                                  |
| -------------------------------------------------------------------- | ------------------------------------------------------------------------------- |
| Workprint: The Greatest Mixtape of All Time (với Film Skool Rejekts) | - Ngày phát hành: 2007 - Nhãn đĩa: Tự phát hành - Định dạng: Tải kỹ thuật số    |
| Angels & Demons (with Chris Brown)                                   | - Dự kiến phát hành: 2018 - Nhãn đĩa: Atlantic - Định dạng: CD, tải kỹ thuật số |

### Đĩa đơn

#### Vai trò nghệ sĩ chính
| Tựa đề                                      | Năm  | Vị trí xếp hạng cao nhất | Vị trí xếp hạng cao nhất | Vị trí xếp hạng cao nhất | Vị trí xếp hạng cao nhất | Album               |
| Tựa đề                                      | Năm  | Hoa Kỳ                   | Hoa Kỳ R&B/HH            | Úc                       | Canada                   | Album               |
| ------------------------------------------- | ---- | ------------------------ | ------------------------ | ------------------------ | ------------------------ | ------------------- |
| "F*ck Your Feelings"                        | 2014 | —                        | —                        | —                        | —                        | Đĩa đơn không album |
| "Finally Home" (hợp tác với Trae tha Truth) | 2014 | —                        | —                        | —                        | —                        | Đĩa đơn không album |
| "Intervention"                              | 2014 | —                        | —                        | —                        |                          | Đĩa đơn không album |
| "Ross Capicchioni"                          | 2015 | —                        | —                        | —                        | —                        | Along Came Joyner   |
| "Half Nigga"                                | 2015 | —                        | —                        | —                        | —                        | Along Came Joyner   |
| "I'm Sorry"                                 | 2016 | —                        | —                        | —                        | —                        | 508-507-2209        |
| "Happy Birthday"                            | 2016 | —                        | —                        | —                        | —                        | Đĩa đơn không album |
| "Say Hello to Adele"                        | 2016 | —                        | —                        | —                        | —                        | Đĩa đơn không album |
| "Ultrasound"                                | 2017 | —                        | —                        | —                        | —                        | 508-507-2209        |
| "Just Like You"                             | 2017 | —                        | —                        | —                        | —                        | 508-507-2209        |
| "Winter Blues"                              | 2017 | —                        | —                        | —                        | —                        | 508-507-2209        |
| "I'm Not Racist"                            | 2017 | —                        | —                        | —                        | —                        | Đĩa đơn không album |
| "Stranger Things" (with Chris Brown)        | 2018 | 91                       | 46                       | 100                      | 75                       | Angels & Demons     |
| "Frozen"                                    | 2018 | —                        | —                        | —                        | —                        | Đĩa đơn không album |
| "I Don't Die" (with Chris Brown)            | 2018 | —                        | —                        | —                        | —                        | Angels & Demons     |

#### Vai trò nghệ sĩ hợp tác
| Tựa đề                                                                                               | Năm  | Album               |
| --- | ---- | ------------------- |
| "Deserve" (Kyle Bent hợp tác với Joyner Lucas)                                                       | 2016 | Đĩa đơn không album |
| "Sriracha" (Tech N9ne hợp tác với Logic và Joyner Lucas)                                             | 2016 | The Storm           |
| "Lifestyle" (Kyle Bent hợp tác với Joyner Lucas)                                                     | 2017 | Đĩa đơn không album |
| "Don't Run" (Statik Selektah hợp tác với Joyner Lucas)                                               | 2017 | 8                   |
| "Ain't My Girlfriend" (Too Short hợp tác với Ty Dolla Sign, Jeremih, French Montana và Joyner Lucas) | 2018 | The Pimp Tape       |

### Các bài hát được xếp hạng khác
| Tựa đề | Năm  | Vị trí xếp hạng cao nhất | Vị trí xếp hạng cao nhất | Vị trí xếp hạng cao nhất | Vị trí xếp hạng cao nhất | Album            |
| Tựa đề | Năm  | Ireland                  | New Zealand              | Thụy Điển                | Anh Quốc                 | Album            |
| --- | ---- | ------------------------ | ------------------------ | ------------------------ | ------------------------ | ---------------- |
| "Wrote My Way Out" (Remix) (Lin-Manuel Miranda hợp tác với Royce da 5'9", Black Thought, và Joyner Lucas) | 2018 | —                        | —                        | —                        | —                        | Hamilton Mixtape |
| "Lucky You" (Eminem hợp tác với Joyner Lucas)                                                             | 2018 | 7                        | 3                        | 6                        | 6                        | Kamikaze         |